# Dol, Kočevje
Dol este o localitate din comuna Kočevje, Slovenia, cu o populație de 21 de locuitori.